# أدب الدنمارك

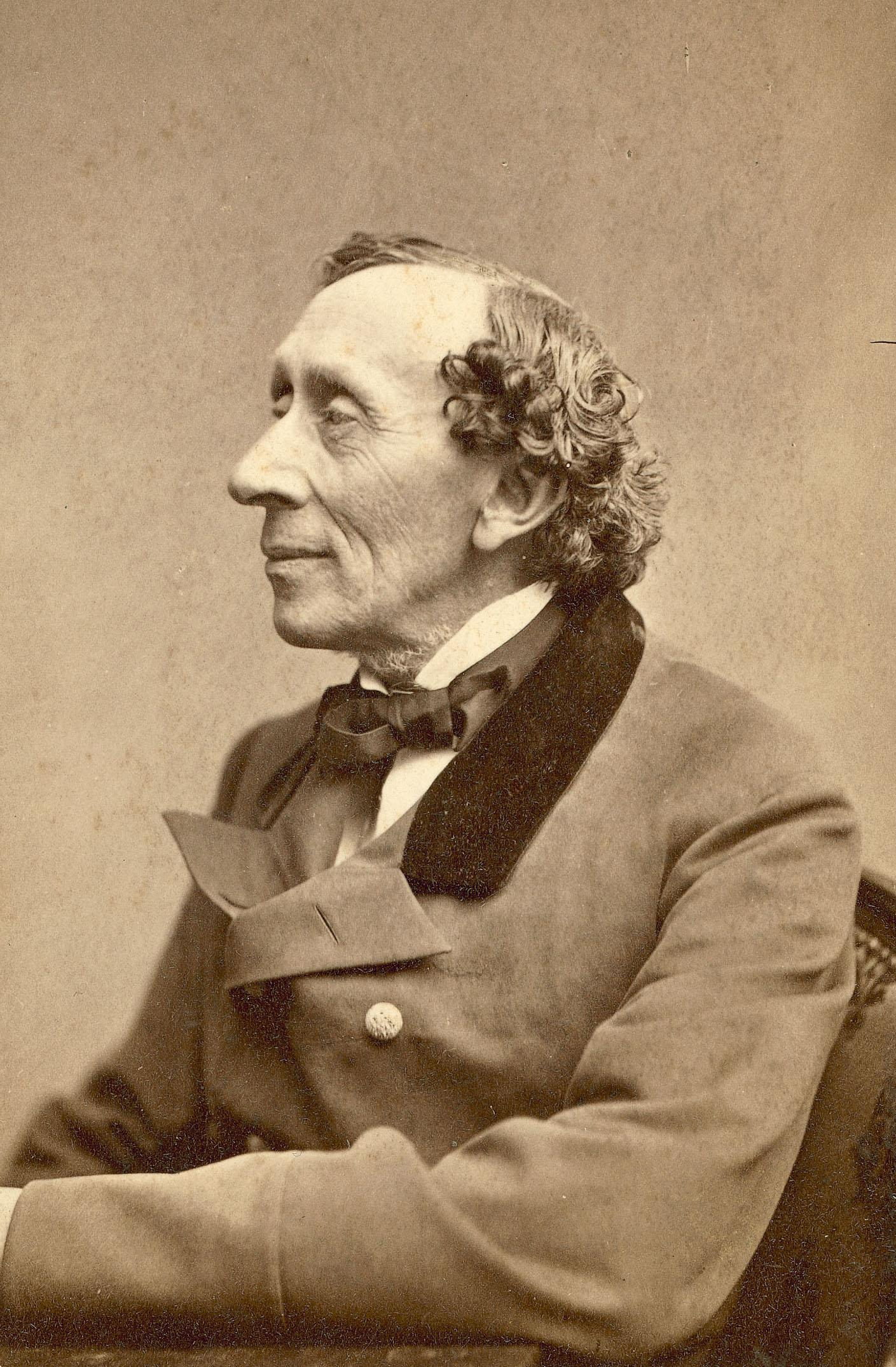
هانس كريستيان أندرسن (1805–1875)

الأدب الدنماركي (بالدنماركيَّة: Dansk litteratur)، هو الأدب المكتوب باللغة الدنماركية.
يمثّل الأدب الدنماركي مجموعة فرعية من الأدب الإسكندنافي، يمتد تاريخه إلى العصور الوسطى. تُعد النقوشات الرونية على الأحجار التذكارية وغيرها من الآثار أقدم نصوص محفوظة من الدنمارك، وبعضها يحتوي على قصائد قصيرة بأسلوب الشعر المعلي. وفي أواخر القرن الثاني عشر ألّف ساكسو غراماتيكوس «مآثر الدنماركيين» (بالدنماركية: «Gesta Danorum»). انتشرت حركة الإصلاح اللوثرية في الدنمارك خلال القرن السادس عشر. وفي تلك الأوقات ترجم كريستيرن بيدرسن العهد الجديد إلى الدنماركية، بينما ألف توماس كينغو الترانيم المسيحية. نشأ الشعر الراقي على يد أندرس أريبو (1587–1637) في أوائل القرن السابع عشر. أُرّخت التحديات التي واجهتها الدنمارك في عصر الملكية المُطلقة عام 1660 في كتاب «مِحن في الذاكرة» (Jammersminde) من تأليف ليونورا كريستينا أولفت. يُعد لودفيغ هولبرغ (1684–1754)، الذي تأثر بأفكار حركة التنوير ومذهب الإنسانوية، مؤسس الأدب الدنماركي والنرويجي الحديث. ازدهر الشعر الكلاسيكي الجديد، وفن الدراما والمقال في الأدب الدنماركي في القرن الثامن عشر على غرار التوجهات السائدة في الأدب الفرنسي والبريطاني. بينما يتجلى ثأثير الأدب الألماني في قصائد كبار الشعراء في أواخر القرن الثامن عشر مثل يوهانس إيفال ويينز باغسن. ومن بين كتاب القرن الثامن عشر الآخرين: مؤلف الترانيم هانس أدولف بورسون، والشاعر الساخر يوهان هيرمان فيسل.
تمحور الأدب الدنماركي في العصر الذهبي الدنماركي (1800–1850) حول التفكير الرومانسي، ومن بين مؤلفي هذا العصر الفيلسوف هنريك ستيفنس، والشاعر بيرنهارد سيفيرين إنغيمان (1789–1862). ومن أهم أعلام الثقافة الدنماركية الأدبية في هذا العصر الكاتب نيكولاي غرونتفيغ (1783–1872). اشتهر هانس كريستيان أندرسن (1805–1875) في المقام الأول بحكاياته الخرافية التي كتبها بين عام 1835 و1872. وبجانب ما سبق ذكرهم، سورين كيركغور (1813–1855) – فيلسوف وجودي ولاهوتي. ظهرت حركة الارتقاء الحديث في إسكندنافيا بقوة إزاء نهاية القرن التاسع عشر (1870–1890) تحت قيادة جورج برانديس (1842–1927)، وهي تدعو إلى المذهب الطبيعي وتناقش الأدب بصفة عامة.
فاز هنريك بونتوبيدان (1857–1943) بجائزة نوبل عام 1917 «لوصفه الصادق للحياة المعاصرة في الدنمارك». أسس ينس بيتر ياكوبسن الحركة الطبيعانية في الأدب الدنماركي بقصائده الرومانسية المكتئبة. ومن بين الكتاب الآخرين: هولغر دراكمان (1846–1908)، وهيرمان بانغ (1857–1912)، وصوفس شاندورف. بدأ القرن العشرين بردود فعل مضادة للحركة الطبيعانية، وتوجه الأدباء عوضًا عن ذلك إلى مذهب القومية. تجسدت النزعة القومية المحافظة في أعمال كاي مونك وفالديمار رودام. بينما تبنى بانغ وياكوبسن مذهب الواقعية المعاصر. تبنى هانس كيرك ومارتن أندرسن نيكسو مذهب الواقعية الاجتماعية. أحدث يبي أوكار (1866–1930)، ويوهانس يورغنسن (1866–1956)، ويوهانس فلهلم ينسن (الفائز بجائزة نوبل) نقلة بُعدية جديدة للأدب الدنماركي. اشتهرت كارين بلكسين (1885–1962، تُعرف كذلك باسمها المستعار إيساك دينسن) بمذكراتها «خارج أفريقيا» (1937).
من أهم أدباء الدنمارك بعد الحرب العالمية الثانية: توف ديتلفسن (1917–1976)، وكلاوس ريفبييرغ (وُلد في 1931)، ودان توريل (1946–1993)، وليف دافيدسن (وُلد في 1950)، وبيارن رويتر (1950)، وبيتر هو (1957)، وينس كريستيان غروندال (1959)، وبيني أندرسون (1929)، وأندرس بودلسن (1937)، وإلسبيث إغهولم (1960)، وكريستيان كامبمان (1939–1988)، وديا ترير مورك (1941–2001)، وياكوب إيرسبو (1968–2008)، ويوسي أدلر–أولسن (1950)، وبيرغيته كوسوفيتش (وُلدت في 1972). أما أنجح كتاب الوقت المعاصر فهم: ليف دافيدسن المشهور بكتابة قصص مشوقة عن التجسس مع امتداد سياسي، وبيارن رويتر المشهور بتأليف روايات مثيرة للاهتمام للقراء اليافعين، وينس كريستيان غروندال المشهور بتأليف قصص حب ذات منعطفات سيكولوجية مثل «صمت في أكتوبر»، و«ضوء مُعدل». وبصفة عامة، لا تزال تجارة الكتب في الدنمارك مزدهرة على الرغم من المشاكل التي حدثت بسبب الأزمة الاقتصادية.

## العصور الوسطى

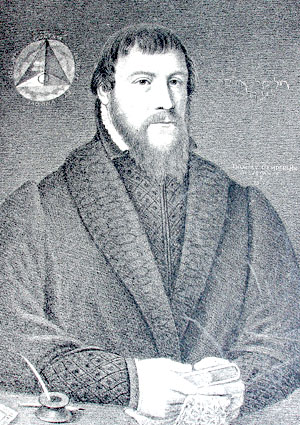
الكاهن والمؤرخ أندرس سورينسن فيديل (1542-1616)

أقدم نصوص محفوظة من الدنمارك هي النقوشات الرونية على الأحجار التذكارية وغيرها من الآثار. بعضها يحتوي على قصائد قصيرة بأسلوب الشعر المعلي.
يُعزى اتصال الدنمارك بالعلوم الأوروبية، مثل اللغة اللاتينية وأبجديتها، إلى دخول المسيحية في القرن العاشر، ولكن تأثيرها لم يتجلى بدرجة ملحوظة في الأدب الدنماركي حتى نهاية القرن الثاني عشر عندما انتهى ساكسو غراماتيكوس من كتابة عمله التاريخي الطموح «مآثر الدنماركيين». يُعد عمل ساكسو مصدرًا أساسيًا مهمًا لدراسة الأساطير الإسكندنافية بالإضافة إلى كونه سردًا حيًا لتاريخ الدنمارك حتى وقت حياة المؤلف. تشمل الأعمال الأدبية في العصور الوسطى أيضًا الأغاني الشعبية الدنماركية المُسجلة منذ القرن السادس عشر في ألبومات يدوية على يد السيدات الأرستقراطيات. جُمعت تلك القصائد في «كتاب المائة قصيدة (1591)» من تأليف أندرس سورينسن فيديل، و«مختارات حزينة (1695)» من تأليف متر غويا، و«كتاب المائة قصيدة (1695)» من تأليف بيتر سيف.

## القرن السادس عشر والسابع عشر
شهدت الدنمارك في القرن السادس عشر حركة الإصلاح اللوثرية، وبدأ عصر جديد من الأدب الدنماركي. ومن كبار الأدباء في هذا العصر: الفقيه الإنساني، كريستيرن بيدرسن، الذي ترجم العهد القديم إلى الدنماركية؛ وبول هيلجيسين الذي كان يعارض حركة الإصلاح بشدة. وشهد هذا العصر أيضًا أول مسرحيات دنماركية مثل مسرحيات الكاتب هيرونيموس يوستسن رانش. أبدى أدباء القرن السابع عشر اهتمامهم بالأدب الإسكندنافي القديم من جديد، وفي مقدمتهم أولاوس وورم. وعلى الرغم من تصاعد الدوغمائية الدينية في تلك الفترة فقد فاقت ترانيم توماس كينغو هذا النوع من الأدب بتعبيراتها الشخصية.
نشأ الشعر الراقي في مطلع القرن السابع عشر على يد أندرس أريبو (1587–1637) المشهور بكتابة «هيكساميرون» – قصيدة تتحدث عن أيام الخلق الستة، انتهى منها المؤلف عام 1622، ونُشرت بعد وفاته.
أُرخت الصراعات الخارجية مع السويد، والنزاعات الداخلية بين نبلاء الدنمارك التي آلت في النهاية إلى قيام الملكية المطلقة في عام 1660، من وجهة نظر سجين ملكي يسعى إلى الخلاص من خطاياه، في «مِحن في الذاكرة» من تأليف ليونورا كريستينا أولفت باستخدام ألفاظ حارة وصادقة. انتهت ليونورا من كتابة مذكراتها في الفترة 1673–1698، ولكنها نُشرت أول مرة عام 1869.

## القرن الثامن عشر
تأثر لودفيغ هولبرغ (1684–1754) بأفكار حركة التنوير والإنسانوية، وهو يُعد مؤسس الأدب الدنماركي والأدب النرويجي الحديثين. اشتهر هولبرغ بمسرحياته الكوميدية التي كتبها في الفترة 1722–1723، وأشهرها: «جين دي فرانس»، و«إراسموس مونتانوس»؛ كلتاهما يتبعان أسلوب موليير الساخر مع وجود شخصيات متغطرسة نمطية. أولاهما تحكي عن قصة رجل دنماركي سافر إلى فرنسا وحاول أن يحاكي تعبيرات اللغة الفرنسية وأسلوب الحياة في باريس، وبعد عودته حاول أن يبهر أهل موطنه بما تعلمه. أما الأخرى فهي تحكي عن راسموس برغ، ابن مزارع دنماركي التحق بالجامعة، وعقب تخرجه حول اسمه إلى اللاتينية ليصبح «مونتانوس»، ثم صارت عائلته وجيرانه يبغضونه وكل ما تعلمه بسبب غروره.
ومن بين الأمثلة على أدباء القرن الثامن عشر الآخرين: مؤلف الترانيم التقي، هانس أدولف بورسون؛ والشاعر الساخر سريع البديهة، يوهان هيرمان فيسل.

## القرن التاسع عشر

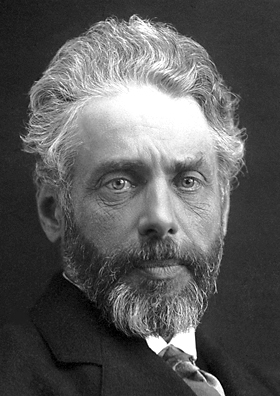
هنريك بونتوبيدان، الحائز على جائزة نوبل في الأدب عام 1917

### العصر الذهبي
تمحور الأدب الدنماركي إبان العصر الذهبي (1800–1850) حول التفكير الرومانسي الذي أدخله الفيلسوف هنريك ستيفنس إلى الأدب الدنماركي عام 1802 من خلال سلسلة ناجحة من المحاضرات في جامعة إليرس. وعرض فيها السمات الرئيسية في الرومانسية الألمانية مُشددًا على العلاقة بين الطبيعة والتاريخ وجنس الإنسان. حافظت حركة الرومانسية على زخمها على يد الرومانسيين، ومن أشهرهم أدم أودنشلاغر (1779–1850) المشهور في الوقت الحالي بتأليف كتاب «القصائد (1803)»، و«كتابات شاعرية (1805)»، وفي خلال وقت قصير تقدم أودنشلاغر إلى صدارة شعراء الدنمارك. وبالمثل نشر بيرنهارد سيفيرين انغمان (1789–1862) مجموعة من القصائد الرومانسية، وذلك قبل تأليفه عددًا من المسرحيات، ثم سلسلة من الروايات الناجحة، وأخيرًا عدد من القصائد الدينية الراقية التي أصبحت (بجانب الألحان الموسيقية) عنصرًا مهمًا في الترانيم المُنشدة في الكنائس الدنماركية.

## كتاب دنماركيين
- هانس كريستيان أندرسن
- هنريك بونتوبيدان
- يوهانس فلهلم ينسن